# جاناتان بیتسون
جاناتان بیتسون (انگلیسی: Jonathan Bateson؛ زادهٔ ۲۰ سپتامبر ۱۹۸۹) بازیکن فوتبال اهل بریتانیا است.
از باشگاه‌هایی که در آن بازی کرده‌است می‌توان به باشگاه فوتبال بلکبرن روورز، باشگاه فوتبال آلترینچام، باشگاه فوتبال مکلسفیلد تاون، باشگاه فوتبال باکستون، باشگاه فوتبال آکرینگتون استنلی، و باشگاه فوتبال برادفورد سیتی اشاره کرد.